# Dagens Nyheter
Dagens Nyheter (DN) – szwedzki dziennik liberalny, założony w 1864 w Sztokholmie. „Dagens Nyheter” jest jednym z czołowych dzienników w Szwecji. Nakład w 2005 osiągnął 917 100 egz.
Założyciel Rudolf Wall wcześniej pracował w „Aftonbladet” oraz „Göteborgs Handels- och Sjöfarts Tidning”.

## Transformacja cyfrowa
- 2016: osiągnięcie 80 000 wyłącznie subskrypcji cyfrowych po wprowadzeniu paywalla[1]
- 2017: wzrost liczby subskrybentów online do 113 000[2]

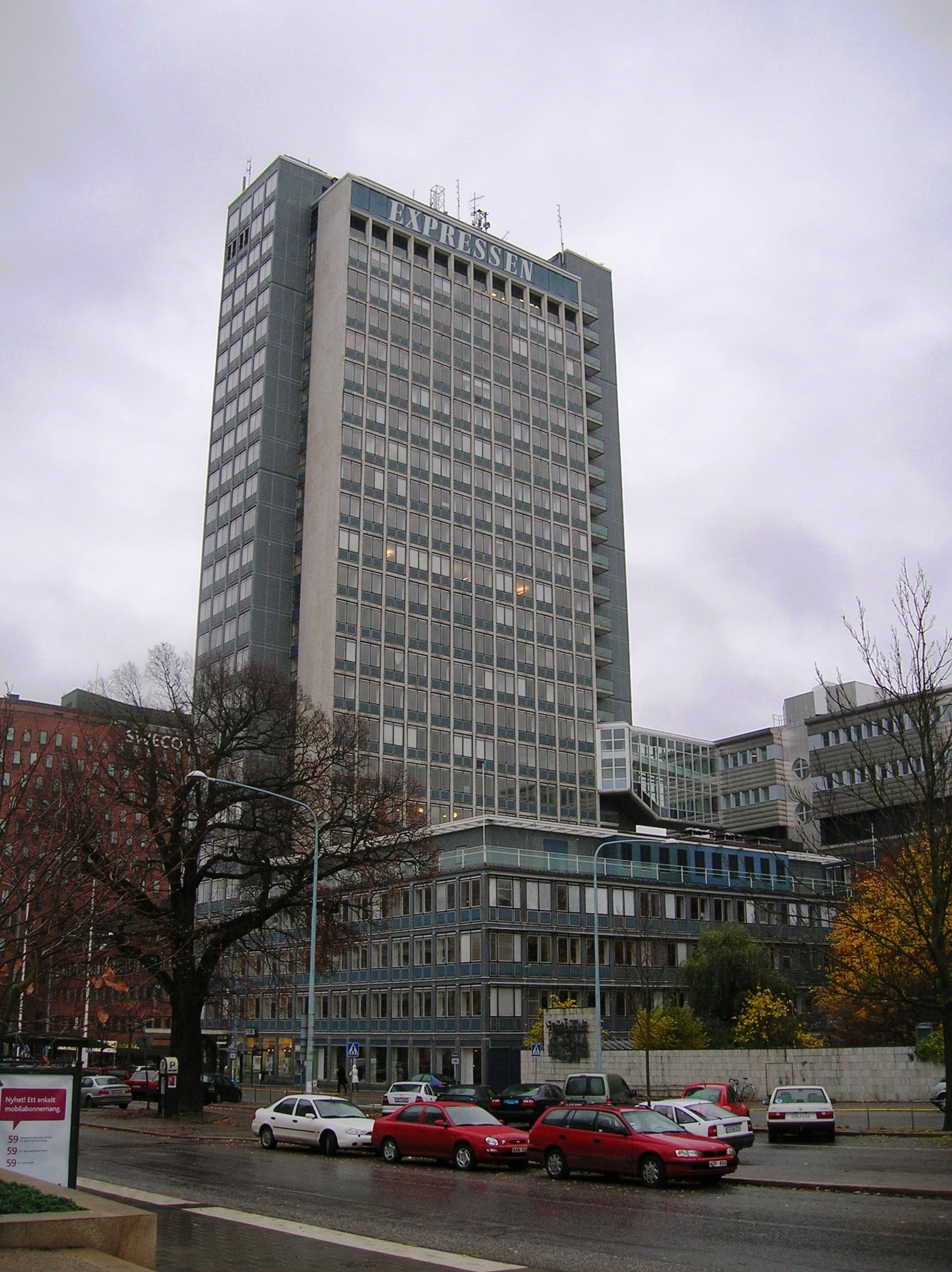
Siedziba Dagens Nyheter”
w Sztokholmie

## Redaktorzy naczelni
- Rudolf Wall(inne języki), 1864–1889
- Fredrik Vult von Steijern(inne języki), 1889–1898
- Otto von Zweigbergk(inne języki), 1898–1921
- Sidney Abrahams(inne języki), 1912 (redaktor naczelny specjalnej serii „Stadion edition”, podczas trwania V IO, od 5 maja do 27 lipca)
- Sten Dehlgren(inne języki), 1922–1946
- Herbert Tingsten(inne języki), 1946-1959
- Sten Hedman(inne języki), 1960-1962
- Olof Lagercrantz(inne języki), 1960-1975
- Sven-Erik Larsson(inne języki), 1960-1978
- Hans-Ingvar Johnsson(inne języki), 1975-1981
- Per Wästberg, 1976–1982
- Bengt Dennis(inne języki), 1981–1982
- Christina Jutterström(inne języki), 1982–1995
- Arne Ruth(inne języki), 1982–1998
- Anders Mellbourn(inne języki), 1995–1997
- Joachim Berner(inne języki), 1998–2001
- Anders Johnson(inne języki), 2000–2001
- Hans Bergström(inne języki), 2001–2003
- Jan Wifstrand(inne języki), 2003–2006
- Thorbjörn Larsson(inne języki), 2006 – 2009
- Gunilla Herlitz(inne języki), 2009 – 2013
- Peter Wolodarski(inne języki), 2013 –

## Dziennikarze DN
Lista zawiera zarówno aktywnych, jak i byłych współpracowników DN.

- Henrik Berggren(inne języki)
- Mats Bergstrand(inne języki)
- Peter Bratt(inne języki)
- Niklas Ekdal(inne języki)
- Ruth Halldén(inne języki)
- Barbro Hedvall(inne języki)
- Gustaf Hellström
- Oscar Hemberg(inne języki)
- Alf Henrikson(inne języki)
- Anton Karlgren(inne języki)
- Hanne Kjöller(inne języki)
- Bengt-Göran Kronstam(inne języki)
- Karl-Erik Lagerlöf(inne języki)
- Jan Olof Olsson(inne języki)
- Göran Rosenberg
- Nils-Eric Sandberg(inne języki)
- Harry Schein(inne języki)
- Maria Schottenius(inne języki)
- Nathan Shachar(inne języki)
- Olle Stenholm(inne języki)
- August Strindberg
- Martin Stugart(inne języki)
- Peter Wolodarski(inne języki)
- Mads Rydman(inne języki)
- Maciej Zaremba